# 内黄県
内黄県（ないこう-けん）は中華人民共和国河南省安陽市に位置する県。河南省北東部にあたり、河北省との省境付近に位置する。西側を衛河が東北流している。黄河氾濫の常襲地であり、砂質土壌が多く、小麦・大豆・コーリャン・綿花・落花生・ナツメが栽培される。大運河が洛陽を経由していた時代には大運河沿岸の重要な交易都市でもあった。

## 行政区画
- 街道:繁陽街道、竜慶街道
- 鎮:東荘鎮、井店鎮、梁荘鎮、後河鎮、楚旺鎮、田氏鎮、二安鎮、亳城鎮、豆公鎮
- 郷:馬上郷、高堤郷、六村郷、中召郷、宋村郷、石盤屯郷